# Casa de Sousa do Prado
A Casa de Sousa do Prado, também chamada de Sousa Chichorro por causa do fundador da casa Martim Afonso de Sousa, "O Chichorro" que teve este epíteto por ser de pequena estatura, foi um sobrenome usado por uma antiga família Nobre de Portugal, descendentes de Afonso III de Portugal.

## Origem do Apelido
A origem do sobrenome vem de famílias que habitavam a beira do rio Sousa que recebeu esse nome através do latim Saxa, significando "pedras". O equivalente espanhol é o sobrenome Sosa, palavra com o mesmo significado.
O primeiro indivíduo a usar este apelido foi, como deduzem os genealogistas, o nobre D. Egas Gomes de Sousa, nascido em 1035 e que o tomou de suas Terras de Sousa. Foi ainda senhor de Novelas e Felgueiras, governador da comarca de Entre Douro e Minho e valente batalhador. Recebeu-se com Dona Châmoa Gomes, chamada Gontinha (ou Goncinha) Gonçalves, filha de D. Gonçalo Trastamires de Maia e de D. Mécia Rodrigues e trineta de D. Ramiro II, Rei de Leão.

## História
Por volta de 1250, o até então Rei de Portugal Afonso III teve um relacionamento com Madragana Ben Aloandro, filha de Aloandro Ben Bekar também conhecido como Aloandro Gil que segundo dados foi muladi dos Banu Harune. Deste relacionamento nasceu o bastardo Martim Afonso de Sousa, "O Chichorro", que de seu pai recebeu a Torre de Stº Estevão no norte de Portugal e também ganhou o Senhorio de Santarém nas proximidades de Lisboa. Com o passar do tempo os seus descendentes foram ganhando outros senhorios como Mortágua, Serva e Atei, Aguiar de Pena, Amarantes e de juri Senhores de Penaguião, Gestaçô e Fontes o que fez a casa de Sousa do Prado uma casa muito importante em Portugal.
Anos depois, em 1500 o Brasil é descoberto por Pedro Álvares Cabral, mas mesmo depois de algumas expedições, o litoral brasileiro não era muito conhecido. Então em 1530, com Portugal voltando seus olhos para o Brasil e com franceses fazendo tratados com tribos indignas, mandou Martim Afonso de Sousa para uma expedição onde tinha como objetivos, fazer um reconhecimento da costa brasileira, expulsar os franceses, colocar padrões de posse desde o Rio Maranhão até ao Rio da Prata, o qual não alcançou em função de ter naufragado antes, e dividir a costa brasileira em capitanias medidas em léguas de costa que seguidamente El-Rei concederia a donatários.
Martim Afonso de Sousa estava autorizado a escolhe para si mesmo cem léguas de costa da melhor terra e outras oitenta para seu irmão mais novo Pero Lopes de Sousa. Martim Afonso de torna Capitão da Capitania de São Vicente e seu irmão da Capitania de Santo Amaro e da Capitania de Itamaracá.

## Brasão
O Brasão dos Sousas do Prado foi provavelmente ordenado para ser feito por Martim Afonso de Sousa, da Batalha Real, nele podemos ver um esquartelado das armas reais de Portugal e de Leão e Castela, o de Portugal provavelmente pelo fato dos Sousas do Prado descenderem de Afonso III de Portugal e o de Leão e Castela por via dos Valadares, descendentes de Afonso IX de Leão

## Árvore Genealógica (Afonso III ao Brasil)
|  |  |  |  |                              |                              |                              |                              |                              |                              | Afonso III de Portugal     | Afonso III de Portugal     | Afonso III de Portugal                  | Afonso III de Portugal                  | Afonso III de Portugal                  | Afonso III de Portugal                  |                                                           |                                                           |                                                           |                                                           |                                                           |                                                           | Madragana Ben Aloandro                 | Madragana Ben Aloandro                 | Madragana Ben Aloandro                 | Madragana Ben Aloandro                 | Madragana Ben Aloandro   | Madragana Ben Aloandro   |                          |                          |                     |                     |                                              |                                              |                                              |                                              |                                              |                                              |  |  |
|  |  |  |  |                              |                              |                              |                              |                              |                              | Afonso III de Portugal     | Afonso III de Portugal     | Afonso III de Portugal                  | Afonso III de Portugal                  | Afonso III de Portugal                  | Afonso III de Portugal                  |                                                           |                                                           |                                                           |                                                           |                                                           |                                                           | Madragana Ben Aloandro                 | Madragana Ben Aloandro                 | Madragana Ben Aloandro                 | Madragana Ben Aloandro                 | Madragana Ben Aloandro   | Madragana Ben Aloandro   |                          |                          |                     |                     |                                              |                                              |                                              |                                              |                                              |                                              |  |  |
|  |  |  |  |                              |                              |                              |                              |                              |                              |                            |                            |                                         |                                         |                                         |                                         |                                                           |                                                           |                                                           |                                                           |                                                           |                                                           |                                        |                                        |                                        |                                        |                          |                          |                          |                          |                     |                     |                                              |                                              |                                              |                                              |                                              |                                              |  |  |
|  |  |  |  |                              |                              |                              |                              | Inês Lourenço de Valadares   | Inês Lourenço de Valadares   | Inês Lourenço de Valadares | Inês Lourenço de Valadares | Inês Lourenço de Valadares              | Inês Lourenço de Valadares              |                                         |                                         | Martim Afonso de Sousa, O Chichorro                       | Martim Afonso de Sousa, O Chichorro                       | Martim Afonso de Sousa, O Chichorro                       | Martim Afonso de Sousa, O Chichorro                       | Martim Afonso de Sousa, O Chichorro                       | Martim Afonso de Sousa, O Chichorro                       |                                        |                                        |                                        |                                        |                          |                          |                          |                          |                     |                     |                                              |                                              |                                              |                                              |                                              |                                              |  |  |
|  |  |  |  |                              |                              |                              |                              | Inês Lourenço de Valadares   | Inês Lourenço de Valadares   | Inês Lourenço de Valadares | Inês Lourenço de Valadares | Inês Lourenço de Valadares              | Inês Lourenço de Valadares              |                                         |                                         | Martim Afonso de Sousa, O Chichorro                       | Martim Afonso de Sousa, O Chichorro                       | Martim Afonso de Sousa, O Chichorro                       | Martim Afonso de Sousa, O Chichorro                       | Martim Afonso de Sousa, O Chichorro                       | Martim Afonso de Sousa, O Chichorro                       |                                        |                                        |                                        |                                        |                          |                          |                          |                          |                     |                     |                                              |                                              |                                              |                                              |                                              |                                              |  |  |
|  |  |  |  |                              |                              |                              |                              |                              |                              |                            |                            |                                         |                                         |                                         |                                         |                                                           |                                                           |                                                           |                                                           |                                                           |                                                           |                                        |                                        |                                        |                                        |                          |                          |                          |                          |                     |                     |                                              |                                              |                                              |                                              |                                              |                                              |  |  |
|  |  |  |  | D. Aldonça Anes de Briteiros | D. Aldonça Anes de Briteiros | D. Aldonça Anes de Briteiros | D. Aldonça Anes de Briteiros | D. Aldonça Anes de Briteiros | D. Aldonça Anes de Briteiros |                            |                            | Martim Afonso de Sousa II               | Martim Afonso de Sousa II               | Martim Afonso de Sousa II               | Martim Afonso de Sousa II               | Martim Afonso de Sousa II                                 | Martim Afonso de Sousa II                                 |                                                           |                                                           |                                                           |                                                           |                                        |                                        |                                        |                                        |                          |                          |                          |                          |                     |                     |                                              |                                              |                                              |                                              |                                              |                                              |  |  |
|  |  |  |  | D. Aldonça Anes de Briteiros | D. Aldonça Anes de Briteiros | D. Aldonça Anes de Briteiros | D. Aldonça Anes de Briteiros | D. Aldonça Anes de Briteiros | D. Aldonça Anes de Briteiros |                            |                            | Martim Afonso de Sousa II               | Martim Afonso de Sousa II               | Martim Afonso de Sousa II               | Martim Afonso de Sousa II               | Martim Afonso de Sousa II                                 | Martim Afonso de Sousa II                                 |                                                           |                                                           |                                                           |                                                           |                                        |                                        |                                        |                                        |                          |                          |                          |                          |                     |                     |                                              |                                              |                                              |                                              |                                              |                                              |  |  |
|  |  |  |  |                              |                              |                              |                              |                              |                              |                            |                            |                                         |                                         |                                         |                                         |                                                           |                                                           |                                                           |                                                           |                                                           |                                                           |                                        |                                        |                                        |                                        |                          |                          |                          |                          |                     |                     |                                              |                                              |                                              |                                              |                                              |                                              |  |  |
|  |  |  |  |                              |                              |                              |                              | Vasco Martins de Sousa       | Vasco Martins de Sousa       | Vasco Martins de Sousa     | Vasco Martins de Sousa     | Vasco Martins de Sousa                  | Vasco Martins de Sousa                  |                                         |                                         | Inês Dias Manuel                                          | Inês Dias Manuel                                          | Inês Dias Manuel                                          | Inês Dias Manuel                                          | Inês Dias Manuel                                          | Inês Dias Manuel                                          |                                        |                                        |                                        |                                        |                          |                          |                          |                          |                     |                     |                                              |                                              |                                              |                                              |                                              |                                              |  |  |
|  |  |  |  |                              |                              |                              |                              | Vasco Martins de Sousa       | Vasco Martins de Sousa       | Vasco Martins de Sousa     | Vasco Martins de Sousa     | Vasco Martins de Sousa                  | Vasco Martins de Sousa                  |                                         |                                         | Inês Dias Manuel                                          | Inês Dias Manuel                                          | Inês Dias Manuel                                          | Inês Dias Manuel                                          | Inês Dias Manuel                                          | Inês Dias Manuel                                          |                                        |                                        |                                        |                                        |                          |                          |                          |                          |                     |                     |                                              |                                              |                                              |                                              |                                              |                                              |  |  |
|  |  |  |  |                              |                              |                              |                              |                              |                              |                            |                            |                                         |                                         |                                         |                                         |                                                           |                                                           |                                                           |                                                           |                                                           |                                                           |                                        |                                        |                                        |                                        |                          |                          |                          |                          |                     |                     |                                              |                                              |                                              |                                              |                                              |                                              |  |  |
|  |  |  |  |                              |                              |                              |                              |                              |                              |                            |                            | Martim Afonso de Sousa, da Batalha Real | Martim Afonso de Sousa, da Batalha Real | Martim Afonso de Sousa, da Batalha Real | Martim Afonso de Sousa, da Batalha Real | Martim Afonso de Sousa, da Batalha Real                   | Martim Afonso de Sousa, da Batalha Real                   |                                                           |                                                           | Desconhecida                                              | Desconhecida                                              | Desconhecida                           | Desconhecida                           | Desconhecida                           | Desconhecida                           |                          |                          |                          |                          |                     |                     |                                              |                                              |                                              |                                              |                                              |                                              |  |  |
|  |  |  |  |                              |                              |                              |                              |                              |                              |                            |                            | Martim Afonso de Sousa, da Batalha Real | Martim Afonso de Sousa, da Batalha Real | Martim Afonso de Sousa, da Batalha Real | Martim Afonso de Sousa, da Batalha Real | Martim Afonso de Sousa, da Batalha Real                   | Martim Afonso de Sousa, da Batalha Real                   |                                                           |                                                           | Desconhecida                                              | Desconhecida                                              | Desconhecida                           | Desconhecida                           | Desconhecida                           | Desconhecida                           |                          |                          |                          |                          |                     |                     |                                              |                                              |                                              |                                              |                                              |                                              |  |  |
|  |  |  |  |                              |                              |                              |                              |                              |                              |                            |                            |                                         |                                         |                                         |                                         |                                                           |                                                           |                                                           |                                                           |                                                           |                                                           |                                        |                                        |                                        |                                        |                          |                          |                          |                          |                     |                     |                                              |                                              |                                              |                                              |                                              |                                              |  |  |
|  |  |  |  |                              |                              |                              |                              |                              |                              |                            |                            |                                         |                                         |                                         |                                         |                                                           |                                                           |                                                           |                                                           |                                                           |                                                           |                                        |                                        |                                        |                                        |                          |                          |                          |                          |                     |                     |                                              |                                              |                                              |                                              |                                              |                                              |  |  |
|  |  |  |  |                              |                              |                              |                              |                              |                              |                            |                            |                                         |                                         |                                         |                                         | Martim Afonso de Sousa, 5º Senhor da Torre de Stº Estêvão | Martim Afonso de Sousa, 5º Senhor da Torre de Stº Estêvão | Martim Afonso de Sousa, 5º Senhor da Torre de Stº Estêvão | Martim Afonso de Sousa, 5º Senhor da Torre de Stº Estêvão | Martim Afonso de Sousa, 5º Senhor da Torre de Stº Estêvão | Martim Afonso de Sousa, 5º Senhor da Torre de Stº Estêvão |                                        |                                        | Violante Lopes de Távora               | Violante Lopes de Távora               | Violante Lopes de Távora | Violante Lopes de Távora | Violante Lopes de Távora | Violante Lopes de Távora |                     |                     | Gonçalo Anes de Sousa, 3º Senhor de Mortágua | Gonçalo Anes de Sousa, 3º Senhor de Mortágua | Gonçalo Anes de Sousa, 3º Senhor de Mortágua | Gonçalo Anes de Sousa, 3º Senhor de Mortágua | Gonçalo Anes de Sousa, 3º Senhor de Mortágua | Gonçalo Anes de Sousa, 3º Senhor de Mortágua |  |  |
|  |  |  |  |                              |                              |                              |                              |                              |                              |                            |                            |                                         |                                         |                                         |                                         | Martim Afonso de Sousa, 5º Senhor da Torre de Stº Estêvão | Martim Afonso de Sousa, 5º Senhor da Torre de Stº Estêvão | Martim Afonso de Sousa, 5º Senhor da Torre de Stº Estêvão | Martim Afonso de Sousa, 5º Senhor da Torre de Stº Estêvão | Martim Afonso de Sousa, 5º Senhor da Torre de Stº Estêvão | Martim Afonso de Sousa, 5º Senhor da Torre de Stº Estêvão |                                        |                                        | Violante Lopes de Távora               | Violante Lopes de Távora               | Violante Lopes de Távora | Violante Lopes de Távora | Violante Lopes de Távora | Violante Lopes de Távora |                     |                     | Gonçalo Anes de Sousa, 3º Senhor de Mortágua | Gonçalo Anes de Sousa, 3º Senhor de Mortágua | Gonçalo Anes de Sousa, 3º Senhor de Mortágua | Gonçalo Anes de Sousa, 3º Senhor de Mortágua | Gonçalo Anes de Sousa, 3º Senhor de Mortágua | Gonçalo Anes de Sousa, 3º Senhor de Mortágua |  |  |
|  |  |  |  |                              |                              |                              |                              |                              |                              |                            |                            |                                         |                                         |                                         |                                         |                                                           |                                                           |                                                           |                                                           |                                                           |                                                           |                                        |                                        |                                        |                                        |                          |                          |                          |                          |                     |                     |                                              |                                              |                                              |                                              |                                              |                                              |  |  |
|  |  |  |  |                              |                              |                              |                              |                              |                              |                            |                            |                                         |                                         |                                         |                                         |                                                           |                                                           |                                                           |                                                           | Pero Martins de Sousa, Senhor de Prado                    | Pero Martins de Sousa, Senhor de Prado                    | Pero Martins de Sousa, Senhor de Prado | Pero Martins de Sousa, Senhor de Prado | Pero Martins de Sousa, Senhor de Prado | Pero Martins de Sousa, Senhor de Prado |                          |                          | Maria Pinheira           | Maria Pinheira           | Maria Pinheira      | Maria Pinheira      | Maria Pinheira                               | Maria Pinheira                               |                                              |                                              |                                              |                                              |  |  |
|  |  |  |  |                              |                              |                              |                              |                              |                              |                            |                            |                                         |                                         |                                         |                                         |                                                           |                                                           |                                                           |                                                           | Pero Martins de Sousa, Senhor de Prado                    | Pero Martins de Sousa, Senhor de Prado                    | Pero Martins de Sousa, Senhor de Prado | Pero Martins de Sousa, Senhor de Prado | Pero Martins de Sousa, Senhor de Prado | Pero Martins de Sousa, Senhor de Prado |                          |                          | Maria Pinheira           | Maria Pinheira           | Maria Pinheira      | Maria Pinheira      | Maria Pinheira                               | Maria Pinheira                               |                                              |                                              |                                              |                                              |  |  |
|  |  |  |  |                              |                              |                              |                              |                              |                              |                            |                            |                                         |                                         |                                         |                                         |                                                           |                                                           |                                                           |                                                           |                                                           |                                                           |                                        |                                        |                                        |                                        |                          |                          |                          |                          |                     |                     |                                              |                                              |                                              |                                              |                                              |                                              |  |  |
|  |  |  |  |                              |                              |                              |                              |                              |                              |                            |                            |                                         |                                         |                                         |                                         | Beatriz de Albuquerque                                    | Beatriz de Albuquerque                                    | Beatriz de Albuquerque                                    | Beatriz de Albuquerque                                    | Beatriz de Albuquerque                                    | Beatriz de Albuquerque                                    |                                        |                                        | Lopo Peres de Sousa                    | Lopo Peres de Sousa                    | Lopo Peres de Sousa      | Lopo Peres de Sousa      | Lopo Peres de Sousa      | Lopo Peres de Sousa      |                     |                     |                                              |                                              |                                              |                                              |                                              |                                              |  |  |
|  |  |  |  |                              |                              |                              |                              |                              |                              |                            |                            |                                         |                                         |                                         |                                         | Beatriz de Albuquerque                                    | Beatriz de Albuquerque                                    | Beatriz de Albuquerque                                    | Beatriz de Albuquerque                                    | Beatriz de Albuquerque                                    | Beatriz de Albuquerque                                    |                                        |                                        | Lopo Peres de Sousa                    | Lopo Peres de Sousa                    | Lopo Peres de Sousa      | Lopo Peres de Sousa      | Lopo Peres de Sousa      | Lopo Peres de Sousa      |                     |                     |                                              |                                              |                                              |                                              |                                              |                                              |  |  |
|  |  |  |  |                              |                              |                              |                              |                              |                              |                            |                            |                                         |                                         |                                         |                                         |                                                           |                                                           |                                                           |                                                           |                                                           |                                                           |                                        |                                        |                                        |                                        |                          |                          |                          |                          |                     |                     |                                              |                                              |                                              |                                              |                                              |                                              |  |  |
|  |  |  |  |                              |                              |                              |                              |                              |                              |                            |                            |                                         |                                         |                                         |                                         |                                                           |                                                           |                                                           |                                                           |                                                           |                                                           |                                        |                                        |                                        |                                        |                          |                          |                          |                          |                     |                     |                                              |                                              |                                              |                                              |                                              |                                              |  |  |
|  |  |  |  |                              |                              |                              |                              |                              |                              |                            |                            |                                         |                                         |                                         |                                         |                                                           |                                                           |                                                           |                                                           | Martim Afonso de Sousa                                    | Martim Afonso de Sousa                                    | Martim Afonso de Sousa                 | Martim Afonso de Sousa                 | Martim Afonso de Sousa                 | Martim Afonso de Sousa                 |                          |                          | Pero Lopes de Sousa      | Pero Lopes de Sousa      | Pero Lopes de Sousa | Pero Lopes de Sousa | Pero Lopes de Sousa                          | Pero Lopes de Sousa                          |                                              |                                              |                                              |                                              |  |  |

Principais nomes da família Sousa do Prado